# Карпентер, Мэтт
Мэттью Мартин Карпентер (англ. Matthew Martin Carpenter; родился 26 ноября 1985 года в городе Шугар-Ленд, Техас) — американский бейсболист, выступающий за клуб главной лиги бейсбола «Сент-Луис Кардиналс». Играет на позиции игрока третьей базы.

## Карьера
Мэтт Карпентер был выбран «Сент-Луисом» в 13-м раунде драфта 2009 года. Первый сезон играл в командах ранга A, имея процент отбивания 0,283, выбив 2 хоум-рана и 22 RBI. Был переведён в «Спрингфилд Кардиналс», играющую в ранге AA, где провёл отличный сезон, и участвовал в матчах Всех Звёзд Техасской Лиги.
В 2011 году неплохо провёл весенний тренировочный лагерь, но был отправлен в «Мемфис Редбёрдс». Дебют в МЛБ состоялся 4 июня 2011 года в поединке против «Чикаго Кабс». Всего в 2011 году выходил на биту в семи поединках, но не отметился ничем особенным.
Сезон 2012 начал в основном составе «Кардиналс», но выходил преимущественно пинч-хиттером, но череда травм и ротация состава обеспечили ему практически постоянное место на бите.
Примечательным для него стал поединок 15 апреля против тех же «Кабс», когда он выбил свой первый хоум-ран, первый трипл и заработал пять RBI.